# Христо Попвасилев (революционер)
Вижте пояснителната страница за други личности с името Христо Василев.
Христо Попвасилев Ризов (или Христо Василев, изписване до 1945 година: Христо попъ Василевъ), с псевдоним Бернардо, е български учител и революционер, деец на Вътрешната македоно-одринска революционна организация.

## Биография
Попвасилев е роден на 23 март 1874 година в Берово, Малешевско, в Османската империя, днес Северна Македония. В 1895 година завършва без зрелостно свидетелство със седмия випуск педагогическите курсове на Солунската българска мъжка гимназия. Работи като учител в Струмица, Сяр и други. В 1899 година става председател на окръжния комитет на ВМОРО в Струмица. При избухването на Балканската война в 1912 година е доброволец в Македоно-одринското опълчение и служи в Нестроевата и 3 рота на 5 одринска дружина. По време на Първата световна война Попвасилев служи в 59 пехотен македонски полк, 11 македонска дивизия.
След войните е деец на Малешевското благотворително братство в София и е делегат на Втория събор на македонските братства на 22 декември 1918 година. Участва в обединителния конгрес на Македонската федеративна организация и Съюза на македонските емигрантски организации от януари 1923 година.